# Andrijivka (Bachmutský rajón)
Andrijivka (ukrajinsky Андріївка, rusky Андреевка) je vesnice ve Bachmutském rajónu Doněcké oblasti na Ukrajině. V roce 2001 v ní žilo 74 obyvatel. Během bojů v rámci Ruské invaze na Ukrajinu v roce 2023 byla vesnice zcela zničena.
Během Ruské invaze na Ukrajinu vesnici dobyla v listopadu 2022 ruská armáda. Během Ukrajinské protiofenzivy v roce 2023 vesnici v září 2023 osvobodila ukrajinská armáda, vesnice však byla během bojů zcela zničena. V květnu 2024 ruiny vesnice znovudobyla ruská armáda.
Ve vesnici byla železniční zastávka na trati Lyman - Horlivka, celá trať byla během bojů v rámci Ruské invaze na Ukrajinu také zničena. Ve vesnici se narodil letec a voják Sergej Mosienko.